# علجوم خادع
علجوم خادع (الاسم العلمي Pseudophryne)، جنس من الضفادع الصغيرة ينتمي إلى فصيلة الضفادع الأرضية الأسترالية. جميع هذه الضفادع أرضية صغيرة القد. يتكون الجنس من ثلاثة عشر نوعًا، عشرة أنواع في شرق أستراليا، وثلاثة في أستراليا الغربية.